# Пьер I де Бурбон
Пьер I де Бурбон (фр. Pierre I de Bourbon; 1311 — 19 сентября 1356, в битве при Пуатье) — 2-й герцог де Бурбон с 1341 года, граф де Клермон-ан-Бовези с 1341 года, граф де Л’Иль-Журден и де Божоле, принц де Домб, виконт де Карла, де Мюра и де Шательро, сеньор де Шато-Шинон, великий камергер Франции с 1342 года. Французский принц и полководец, старший сын герцога Людовика I Хромого и Марии д’Авен.

## Биография
После смерти отца в 1341 году Пьер унаследовал герцогство Бурбон и ряд других владений. В том же году он впервые принял участие в военном походе под командованием герцога Нормандского Жана (будущего короля Франции Иоанна II Доброго), который в ходе войны за Бретонское наследство помог овладеть герцогством Бретань французскому претенденту Карлу де Блуа. До 1343 года Пьер воевал в Бретани против англичан, приняв участие в захвате ряда бретонских городов (Шантосе, Каркефу, Нанта, Орэ).
В 1343 году Пьер был послан королём Франции в Лангедок в звании генерал-лейтенанта, в 1345 году — генерал-лейтенантом в Бурбоннэ, Овернь, Берри и Марш. Во время войны в Гиени Пьер участвовал во взятии Миремонта, Вильфранша, Ангулема.
26 августа 1346 года Пьер участвовал в составе французской армии в битве при Креси, закончившейся её разгромом. В ней Пьер был ранен.
19 сентября 1356 года Пьер погиб во время битвы при Пуатье, пытаясь спасти короля Иоанна Доброго.

## Брак и дети
Жена: с 25 января 1336 года Изабелла де Валуа (1313 — 26 июля 1383), дочь Карла I, графа Валуа, и Матильды де Шатильон. Дети:
- Людовик II (1337—1410), 3-й герцог де Бурбон с 1356
- Жанна (1339—1379); муж: с 8 апреля 1350 Карл V (1338—1380), король Франции
- Бланка (1338—1361); муж: с 3 июня 1353 Педро I Жестокий (1334—1369), король Кастилии
- Бонна (1340/1342—1402); муж: с 1355 Амадей VI (1334—1383), граф Савойский
- Екатерина (1342—1427); муж: с 14 октября 1359 Жан VI (1342—1388), граф д’Аркур и д’Омаль
- Маргарита (1344—1416); муж: с 20 мая 1368 Арно Аманье IX д’Альбре (ум. 1401), сеньор д’Альбре, виконт де Тарта, граф де Дрё
- Мария (1347—1401), приоресса в Пуасси с 1364, аббатиса в Пуасси с 1380